# فارياب سنكويه
 فاریاب سنكویه  بالفارسية (فاریاب سنگویه) قرية كبيرة تتبع لـالبلدة المركزية (بالفارسية: بخش مركزى ) من توابع مدينة بستك إحدى قرى « إقليم گودة»، وتقع في محافظة هرمزگان في جنوب إيران.
تقع هذه القرية في أسفل هضبة جبل أنوه ومنطقة صحراء باغ.

## حدود قرية فاریاب سنكویه
حدود فاریاب سنكویه: من الشمال: قرية هرمود، ومن الجنوب الطريق الرئيسي الذي يربط مدينة بستك بــ مدينة لار، ومن الغرب « انوه »، ومن الشرق تنتهي بـقرية بيسه.

## السكان
يبلغ عدد سكان هذه القرية حسب تعداد السكان لعام 2006 للميلاد، (609) نسمه تشكل (108 عائلة)، من أهل السنة والجماعة وعلى المذهب الشافعي. يتكلمون الفارسية باللهجة المحلية. لهم مجموعة من البرك لحفظ مياه الأمطار إذا سالت الأودية، لهم مسجد، ومدارس: ابتدائية، واعدادية وعيادة صحية صغيرة، وعدد من البرك لحفظ مياه الأمطار. وشكبة المياه والكهرباء.

## وصلات خارجية
- التقسيمات الإدارية لمحافظة هرمزگان